# Caterina I di Russia
Caterina I (in russo Екатери́на I Алексе́евна Миха́йлова?, Ekaterína I Alekséevna Micháilova, IPA: jɪkətʲɪ'rinə 'pʲervajə əlʲɪ'ksʲɛjɪvnə) nata Marta Elena Samuilovna Skowrońska (Jēkabpils, 15 aprile 1684 – San Pietroburgo, 17 maggio 1727) è stata la seconda moglie di Pietro I di Russia, Imperatrice di Russia dal 1725 fino alla sua morte.

## Biografia
Nacque a Jēkabpils (Jacobstadt) in Lettonia. Il suo nome di nascita era Marta Elena Skowrońska ed era figlia di Samuelis Skowroński, un contadino lituano, che morì di peste con la sua moglie Elisabeth. A 17 anni andò in sposa a un dragone trombettista svedese di nome Johann Kruse o Johann Rabe e trovò lavoro, come domestica, presso il pastore Ernst Glück a Alūksne (Marienburg); nel 1702 questi fu arruolato nell'esercito per combattere nel conflitto in corso contro la Russia e se ne persero le tracce. Poco dopo, Alūksne cadde in mano ai russi, Marta fu catturata e costretta a lavorare nella lavanderia del reggimento che la teneva prigioniera.
In seguito fu mandata al servizio del principe Aleksandr Menšikov, grande amico di Pietro I e ne divenne in breve tempo l'amante. Nel 1703, durante una visita a Menšikov, Pietro I incontrò Marta e poco dopo la prese come sua amante. Nel 1705 Marta si convertì alla fede ortodossa ed assunse il nome di Caterina Alekseevna Mikhailova (Ekaterina Alekseevna Mikhailova). Nel febbraio 1712 divenne ufficialmente moglie di Pietro I al quale diede ben dodici figli, ma dei quali solo due figlie (Anna e Elisabetta) superarono l'infanzia.
Nel 1724 Pietro la incoronò zarina e la associò al governo della Russia. Pietro morì nel 1725 senza aver nominato un successore e i reggimenti della guardia imperiale decisero di proclamare la stessa Caterina Imperatrice regnante di Russia. In realtà il potere si trovava nelle mani del principe Menšikov, antico amante di Caterina, e del Supremo consiglio privato.

## Matrimonio e vita familiare
Caterina e Pietro si sposarono in segreto tra il 23 ottobre e il 1º dicembre 1707 a San Pietroburgo. Ebbero dodici figli, di cui solo due figlie raggiunsero l'età adulta, Elisabetta (nata nel 1709) e Anna (nata nel 1708). Pietro trasferì la capitale della Russia a San Pietroburgo nel 1712. Mentre la città era in costruzione (1703-1712) lo zar viveva con Caterina in una capanna di legno di tre stanze, dove crebbero i loro bambini e curarono un giardino come una coppia normale. Un gran numero di lettere dimostrano il forte affetto tra Caterina e Pietro. Caterina era la sola in grado di calmare Pietro nelle sue collere frequenti e nelle sue crisi epilettiche.
Caterina seguì Pietro nella guerra russo-turca del 1711. Circondato da uno schiacciante numero di truppe turche, Caterina suggerì a Pietro di utilizzare i suoi gioielli e quelli delle altre donne per corrompere il gran visir ottomano Baltacı Mehmed Pascià a dare loro un rifugio.
Il 9 febbraio 1712 Pietro e Caterina si sposarono nuovamente (questa volta ufficialmente) nella cattedrale di Sant'Isacco di San Pietroburgo.

### Discendenza
Caterina e Pietro ebbero dodici figli:
- Pietro Petrovic (inverno 1704-1707)
- Paolo Petrovic (ottobre 1705-1707)
- Caterina Petrovna (7 febbraio 1707-7 agosto 1708)
- Granduchessa Anna Petrovna (27 gennaio 1708-15 maggio 1728)
- Elisabetta I (29 dicembre 1709-5 gennaio 1762)
- Granduchessa Maria Natalia Petrovna (20 marzo 1713-17 maggio 1715)
- Granduchessa Margherita Petrovna (19 settembre 1714-7 giugno 1715)
- Granduca Pietro Petrovic (9 novembre  1715-6 maggio 1719)
- Granduca Paolo Petrovic (13 gennaio 1717-14 gennaio 1717)
- Granduchessa Natalia Petrovna (31 agosto 1718-15 marzo 1725)
- Granduca Pietro Petrovic (7 ottobre 1723-7 ottobre 1723)
- Granduca Paolo Petrovic (1724-1724)

## Caterina I nel cinema
| Anno      | Film                                               | Attore           | Note                                     |
| --------- | -------------------------------------------------- | ---------------- | ---------------------------------------- |
| 1910      | Pëtr Velikij                                       | E. Trubeckaja    |                                          |
| 1922      | Peter der Große                                    | Dagny Servaes    |                                          |
| 1937      | Pietro il Grande (Pëtr pervyj I)                   | Alla Tarasova    |                                          |
| 1938      | Pëtr pervyj II                                     | Alla Tarasova    |                                          |
| 1986      | Pietro il Grande (Peter the Great)                 | Hanna Schygulla  | Miniserie televisiva                     |
| 1986      | Pietro il Grande (parte prima) (Peter the Great)   | Hanna Schygulla  | Versione cinematografica della miniserie |
| 1986      | Pietro il Grande (parte seconda) (Peter the Great) | Hanna Schygulla  | Versione cinematografica della miniserie |
| 1996      | Carevič Aleksej                                    | Natal'ja Egorova |                                          |
| 2000-2011 | Tajny dvorcovych perevorotov                       | Natal'ja Egorova | Serie televisiva                         |
| 2011      | Pëtr Pervyj. Zaveščanie                            | Irina Rozanova   | Miniserie televisiva                     |